# Melchershof
Melchershof ist ein Wohnplatz in der mittelfränkischen Stadt Treuchtlingen.
Die Einöde mit aktuell (2022) zwei Wohngebäuden liegt auf der Gemarkung Auernheim. Melchershof ist kein amtlich benannter Gemeindeteil, der Ort wird dem Gemeindeteil Schlittenhart zugerechnet.